# Macetă

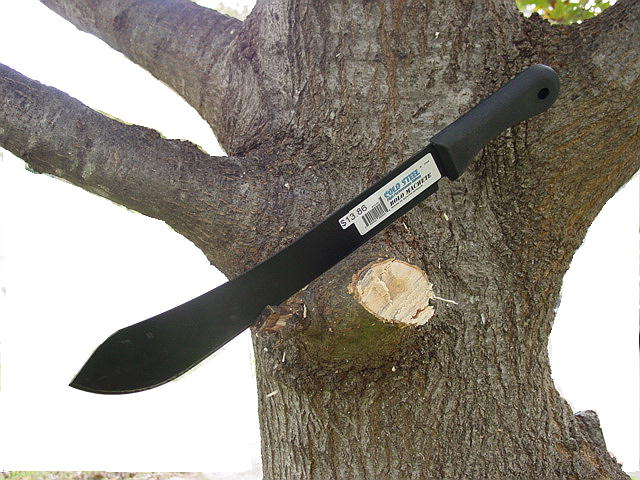

Macetă se numește un cuțit de mari dimensiuni, cu lama de până la 40-50 cm, folosit la tăiatul trestiei de zahăr și recoltatul bananelor, mai ales în America tropicală, sau pentru defrișat tufișuri. 
În afară de utilizarea principală ca unealtă agricolă, maceta este utilizată și ca armă.
Cuvântul macetă vine din cuvântul spaniol machete, care înseamnă o unealtă de tăiere cu lama dintr-o singură bucată de metal, de la mâner până la vârf.